# Granducato di Mosca
Il Granducato o Gran Principato di Mosca (in russo Вели́кое кня́жество Моско́вское?, Velikoe knjažestvo Moskovskoe), o semplicemente Moscovia, è stato uno dei maggiori principati russi del Medioevo e dell'inizio dell'Età Moderna; ebbe come capitale Mosca, esistette fra il XIII secolo ed il 1547 e fu il predecessore dello Zarato russo.

## Storia

### Da Jurij Dolgorukij a Ivan I: nascita ed espansione della Moscovia
Il nome di Mosca compare per la prima volta nelle cronache della Rus' di Kiev (nella Cronaca di Galizia, di Volinia, ma non in quella di Mosca, che è posteriore) nell'anno 1147. Allora si trattava di un villaggio insignificante (selo) vicino al confine meridionale del Principato di Vladimir-Suzdal'.
Nel 1156, secondo la Cronaca di Vladimir, era stata fatta costruire da Jurij Dolgorukij di Kiev una fortificazione di tronchi d'albero: è l'inizio del Cremlino di Mosca, in una zona che fino ad allora era coperta di paludi.
Nel 1236-1237, quando i Tataro-mongoli invadono la Rus' di Kiev, quest'area fortificata viene completamente bruciata.  In quell'epoca Mosca è solo un insignificante avamposto commerciale appartenente al Principato di Vladimir-Suzdal'; proprio in questo periodo, tuttavia, Mosca comincia la propria ascesa, che la porterà a diventare egemone di tutta l'Europa orientale. La posizione remota in una regione di foreste offre una certa protezione nei confronti di eventuali assalti da parte degli invasori mentre l'abbondanza di fiumi garantisce i collegamenti con il Mar Baltico a nord e con il Mar Nero nella regione del Caucaso. Ancora più importante della posizione geografica, per la trasformazione di Mosca in un nuovo Stato è il ruolo giocato da numerosi suoi principi, che furono ambiziosi, determinati e fortunati.
Nel XIII-XIV secolo, la Rus' di Kiev si trova dunque in una situazione disastrosa: Kiev e il bacino del Dnepr sono stati devastati dai tataro-mongoli, tutti i suoi principati sono loro sottomessi e devono pagare ingenti tributi al khan di Saraj (una parte dei quali andava al centro dell'Impero, al gran khan in Mongolia). Il territorio si trova frazionato in moltissimi piccoli principati, indipendenti e in lotta fra di loro, formalmente autonomi da Saraj anche se dal khan dell'Orda d'Oro i principi dovevano ottenere lo jarlyk, la lettera patente che consente loro di governare. Le regioni occidentali, Galizia, Volinia, Podolia e Polesia, entrano sempre più nella sfera di influenza del Regno di Polonia.
Nel 1263, alla morte del gran principe Aleksandr Nevskij, il suo figlio minore Daniil Aleksandrovič ottiene il villaggio di Mosca e ciò ha un impatto notevole sulla sottomissione delle popolazioni vicine. Mosca diventa così, probabilmente, un enclave della Repubblica di Novgorod nel territorio del principato di Vladimir-Suzdal'. Daniil è il primo a fregiarsi del titolo di principe di Mosca, portando così sul trono della città una linea di quella dinastia di Rurik che ha governato la Rus' di Kiev fin dalla sua fondazione.
Il figlio maggiore di Daniil, Jurij Danilovič continua la politica di espansione di Mosca verso alcune zone limitrofe, come Kolomna e Možajsk, politica inaugurata già da suo padre Daniil. A poco a poco Mosca comincia così ad ingrandire il proprio territorio. Le cause di questa espansione non sono legate tanto al valore militare di Jurij, quanto alle sue disponibilità economiche. Le entrate finanziarie di Mosca, infatti, cominciano ad essere notevoli per diversi fattori:
- i commerci intrapresi da Mosca con le città del nord quali Pskov, Staraja Ladoga, Staraja Russa, la stessa Velikij Novgorod e le città del mondo germanico;
- il fiume lungo il quale sorge la città, la Moscova, una via d'acqua importante per il collegamento tra i grandi fiumi russi (Jurij impone pesanti dazi per navigare il fiume).

Successivamente, anche la popolazione di Mosca conosce un grande incremento, soprattutto perché molti profughi, sia contadini sia nobili, si rifugiano nella città e nel suo territorio: Jurij li accoglie tutti, sia per avere soldati da arruolare, sia per imporre loro le tasse.
A questo punto Jurij ha a disposizione un esercito e grandi somme di denaro; intraprende così una lotta contro la città di Tver', che ambisce a prendere il posto della distrutta Kiev.  Jurij dichiara guerra al principe di Tver', Michail Jaroslavič; non riuscendo a sconfiggerlo con le armi (Tver' si trova abbastanza a nord per essere autonoma dai Tatari e mantenere un buon esercito), nel 1317 Jurij si sposa con la sorella del khan dell'Orda d'Oro, Uzbek (la ragazza si chiamava Končaka). Con la guardia personale di Končaka (due o tremila uomini), messa a disposizione dal khan, Jurij attacca Michail di Tver', ma viene da lui sconfitto, è catturato e imprigionato con la moglie (che in carcere si converte al cristianesimo e prende il nome di Agaf'ia). Pochi anni dopo, verso il 1318, Agaf'ia muore avvelenata a Tver', e della sua morte viene incolpato proprio Michail da Jurij e dall'ambasciatore tataro a Mosca, Kavdygai: Michail deve perciò recarsi a Saraj per discolparsi dall'accusa di avere fatto uccidere addirittura la sorella del khan. Si svolge quindi un processo (documentato sia nelle fonti tatare, sia in quelle russe), a seguito del quale Michail viene dichiarato colpevole e decapitato. Successivamente il suo figlio maggiore, Dmitrij Michajlovič, preso il posto del padre, per vendicarsi di Jurij lo accusa di essersi impadronito di alcuni tributi destinati al khan: questa volta è Jurij ad essere convocato a Saraj per discolparsi, e lungo la strada Dmitrij stesso lo uccide. Per questa prevaricazione, però, anche Dmitrij viene messo a morte da Uzbek: la giustizia, in un caso del genere, doveva essere esercitata dai Tatari, dato che non si trattava soltanto di una questione interna ai principati russi.
Alla morte di Jurij diventa principe di Mosca suo fratello, Ivan I, oggi conosciuto con l'epiteto di Kalità (Ivan del "borsellino"). Ivan si reca da Uzbek (cognato del fratello), si fa dare un esercito di 50.000 uomini con il pretesto di volere pacificare, in nome del khan, la situazione, e marcia contro Tver', che era prima insorta con una rivolta e non può resistere. Ivan distrugge completamente la città, la annette al suo territorio, e come ricompensa ottiene da Uzbek il titolo di Gran Principe di Vladimir: questo perché Ivan non ha esercitato una vendetta a titolo personale, ma ha fatto giustizia a nome del khan. Il principato di Vladimir-Suzdal' si trova in una situazione di forte decadenza, e se un discendente di Michail e Dmitrij di Tver' volesse rivendicare il titolo di Gran Principe, saprebbe già che verrebbe tolto di mezzo con la forza.
Negli anni successivi, 1329-1331, Ivan, da politico molto accorto, coopera strettamente con i Tataro-mongoli nella raccolta di tasse e tributi dagli altri principati russi: riesce così ad ottenere il diritto di riscuotere le imposte dovute al khan (anche a Mosca c'è un esattore tataro-mongolo, un baskak, ma in questo caso non ha un ruolo determinante). Così le tasse sono riscosse da Ivan stesso, che ne approfitta per aumentare l'ammontare delle imposte e accrescere in questo modo la potenza e il prestigio di Mosca.  Per questo motivo la gente dà ad Ivan il sopraccitato soprannome di kalità, "borsa di denaro". Quando si tratta di aggiudicarsi dal khan uno jarlyk, Ivan ha ora più possibilità di ottenerlo, avendo a disposizione più denaro, e ciò non vale soltanto per Mosca ma anche - in modo ineccepibile secondo la prassi dell'Orda d'Oro - per molte altre città. Inoltre, con questo denaro Ivan riscatta un gran numero di schiavi russi (rab'), che poi arruola nell'esercito perché essi sono debitori del loro riscatto nei confronti della città di Mosca e del gran principe.
Ivan si impadronisce anche di diversi piccoli principati per aumentare l'estensione territoriale della Moscovia; per governarli, egli acquista lo jarlyk direttamente dai loro principi (operazione non contemplata dalle istituzioni tatare).  Molti principi, sapendo che comunque perderebbero le loro città, visto che Mosca è ormai troppo forte perché le si possa opporre resistenza, vendono il loro titolo di principe in cambio di un titolo nobiliare: nasce così un ceto di boiari sempre più numeroso e potente.
Il potere di Ivan poggia su diverse fondamenta:
1. Il titolo di gran principe, attribuitogli dal khan (è un titolo prestigioso, che fa sì che tutti vogliano allearsi con lui);
2. Il fisco, poiché la disponibilità di denaro che gli deriva dalle tasse è fondamentale;
3. L'incremento demografico implicato dall'annessione di nuovi territori, che comporta la creazione di un circolo vizioso estremamente satisfattivo: più sudditi, più tasse, più soldati;
4. L'ampliamento dell'esercito;
5. L'appoggio del potere religioso: nel 1326, iniziano i lavori avviati per costruire la prima cattedrale della Dormizione nel Cremlino. Successivamente, nel 1333, quella dell'arcangelo Gabriele) (dove Ivan verrà seppellito alla sua morte).[19]

Un’altra pietra miliare nella storia della gloria di Mosca è il trasferimento nel 1325 (cioè all’avvento di Ivan I) del metropolita di Kiev-Vladimir, il successore di Massimo (†1305), Pietro (anch'egli poi canonizzato). Così come da Kiev, devastata dai mongoli, il metropolita si è spostato a Vladimir, nuova sede del Gran principato, da Vladimir si sposta a Mosca, corroborandone l'ascesa.
Dopo il metropolita Pietro, i vescovi non rieleggono un metropolita anche per Vladimir-Suzdal': la Moscovia deve avere un solo metropolita. È vero, rimane un altro metropolita a Kiev, ma ormai Kiev ha preso un'altra strada, entrando nell'orbita di influenza della Polonia.
Nel 1341 Ivan muore. Sarà considerato il fondatore del Granducato di Mosca.

### Da Semën a Dmitrij Donskoj: il consolidamento dell'egemonia di Mosca
Nel XIV secolo i principi di Mosca sono ormai abbastanza potenti per tentare di opporsi ai Tataro-mongoli, indeboliti da lotte intestine, e li sconfiggeranno nel 1380, nella Battaglia di Kulikovo. Malgrado una ripresa della potenza tatara (essi giungeranno a saccheggiare Mosca) a partire da questo momento il principato di Mosca si trasforma fino a divenire un grande Stato, espandendosi lentamente, a partire dal XV secolo, sempre più ad est in Asia.
Figlio maggiore di Ivan Kalità, il gran principe Semën Ivanovič, conosciuto come Semën Gordij ("Simeone il Fiero"), consolida quanto ha fatto il padre. Un numero sempre maggiore di principi gli donano le loro città, acquistando un ruolo al Cremlino come boiari. Mosca si ingrandisce territorialmente; con il territorio aumentano le persone abitanti, le tasse e la consistenza numerica dell'esercito, che è ormai diventato un esercito stabile alle dirette dipendenze del gran principe. Semën, tuttavia, si comporta ancora come un vassallo nei confronti dei Tatari. Egli muore durante la grande peste, nel 1353.
Il fratello di Semën, Ivan II Ivanovič, regna per breve tempo. Deve principalmente occuparsi della gestione dei rapporti con il Granducato di Lituania (grosso modo pacifici) e la Confederazione di Livonia, proseguendo nella politica di appoggio della Chiesa ortodossa ed evitando di infastidire i boiari. Tradizionalmente ritenuto incapace da governare dai contemporanei, al suo posto, in realtà, governa il metropolita Alessio, una figura molto forte nel panorama politico russo:
- Alessio gode di altissima stima presso il khan Cani Bək (Alessio aveva fama di sciamano avendo guarito la moglie del khan, Taidula, da una malattia agli occhi); anche quando il nuovo khan, Berdi Bək, vuole marciare su Mosca per sottometterla al completo dominio tataro, Alessio riuscirà a bloccarlo minacciando di fare intervenire le schiere celesti: il khan risparmierà la città accontentandosi di aumentare la tassazione;[25]
- Alessio riesce, dopo alcuni anni, a far nominare gran principe di Mosca il figlio minore di Ivan II, Dmitrij, rendendosi conto è lui il più idoneo a governare tra tutti i suoi fratelli.[25]

Finalmente con Dmitrij Ivanovič si riesce ad avere una certa unità nel territorio della Moscovia. Dmitrij riesce a conquistare le città di Tver' (annettendone definitivamente il principato), Kaluga e Rjazan' (a sud), Smolensk (a ovest) e Nižnij Novgorod (a est). In questo modo intorno a Mosca si forma come una cinta protettiva.
Nel 1371 il sovrano dei Lituani, Algirdas, porta guerra nel nord della Moscovia, riuscendo a conquistare territori nel contado di Novgorod e tentando di attaccare l'odierna capitale russa per ben tre volte. Con questa motivazione, Dmitrij riesce ad ottenere dal khan di Saraj una diminuzione delle imposte da versare all'Orda d'Oro (a causa delle lotte intestine a Novgorod, Mosca era riuscita ad estendere la propria giurisdizione anche sul territorio di questa città).
Con Dmitrij si infrange il mito dell'invincibilità dei Tataro-mongoli e si comincia a combattere contro il popolo della steppa. A metà del XIV secolo, d'altronde, l'Orda d'Oro si era scissa in due parti per rivalità politiche: il khanato di Saraj e un khanato del Don, fondato forse da una parte della nobiltà, noyon, che voleva conquistare più potere (il khanato del Don, infatti, non era unitario come quello di Sarai, ma era una specie di confederazione), oppure da esuli, soprattutto politici. Tutto ciò aveva indebolito la capacità militare del khan di Saraj.
Nel 1378 avviene la battaglia della Voža: sul fiume Voža, un affluente dell'Okà, Dmitrij riesce ad infliggere una prima sconfitta a gruppi di predoni tatari (probabilmente si tratta di forze provenienti dal khanato del Don). La vittoria, dal punto di vista geopolitico e strategico, non porta nessun vantaggio a Dmitrij, ma fa suonare una sorta di campanello d'allarme al khan di Saraj, Mamaj. Preoccupato del rafforzamento di Mosca, Mamaj stringe un'alleanza con il sovrano lituano Ladislao II Jagellone, in modo da poter prendere la Moscovia da due fronti, da nord-ovest e da sud. Di fronte a questa minaccia, vengono messe da parte tutte le rivalità interne fra i principati russi ed affluiscono a Mosca numerosi eserciti russi per mettersi sotto la guida unitaria di Dmitrij.

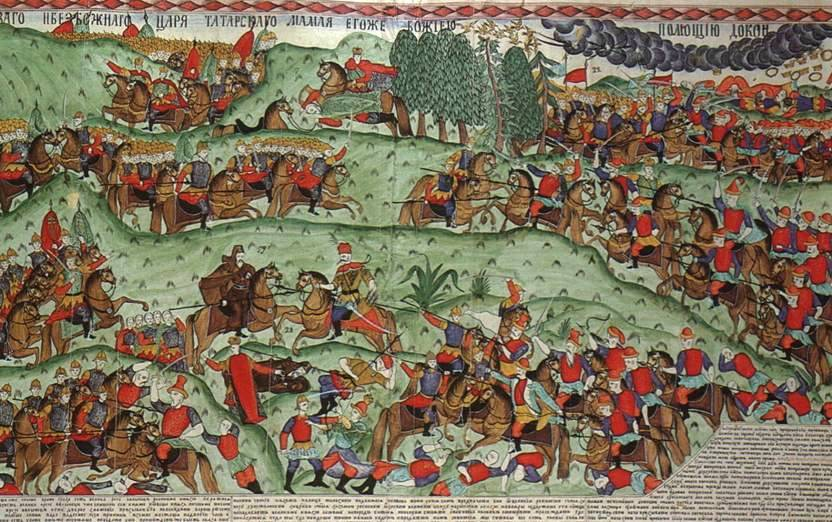
La battaglia di Kulikovo (inchiostro, tempera e oro, 1890)

Nel 1380 Dmitrij, dopo aver ricevuto la benedizione di san Sergio di Radonež, si mette in moto con il proprio esercito, cercando di attaccare battaglia prima che i Tatari si congiungano con i Lituani e Polacchi. L'esercito russo e quello tataro (i Lituano-polacchi si trovano ad una cinquantina di chilometri di distanza) si scontrano nella pianura di Kulikovo, vicino alla città di Tula e al fiume Don. All'inizio della battaglia di Kulikovo i Tatari di Mamaj sembrano vincere, e lo stesso Dmitrij viene ferito. Tuttavia, Dmitrij aveva studiato il modo di combattere dei Tataro-mongoli, e stringe le due ali dell'esercito tataro in una tenaglia di cavalleria, schierata di notte, ancora più larga di quella che - come facevano sempre in battaglia - i Tatari avevano disposto per accerchiare le forze russe. Mamaj viene sconfitto, perde più del 90% del suo esercito (i caduti sono più di 100.000, dall'una e dall'altra parte). Un'anonima fonte russa che descrive la battaglia (intitolata proprio Bitva na Kulikove) registra che «lo stesso Paese russo si trovò impoverito di nobili, di soldati e di contadini».  Da quel giorno Dmitrij riceve l'epiteto di Donskoj.
La battaglia di Kulikovo sarà fondamentale per tutta la storia russa. Tuttavia Dmitrij non è nelle condizioni di sfruttare subito a vantaggio dei Russi la vittoria: è rimasto senza soldati, e per questo non può attaccare direttamente il khanato dei Tatari. La vittoria a Kulikovo sarà decisamente sovrastimata dai Russi: ci si illuderà che i Tatari non oseranno più rialzare la testa; in più, passato il momento del pericolo, in patria riemergeranno attriti e divisioni, che mostreranno come non si sia ancora consolidata una vera coscienza nazionale.

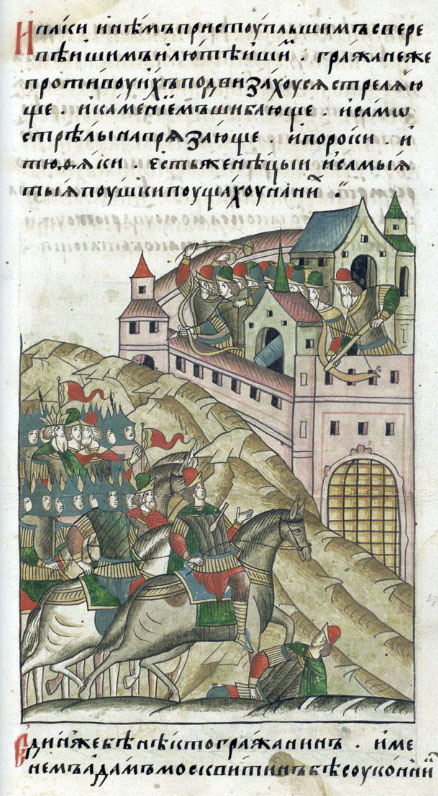
Toktamish davanti alle mura di Mosca (miniatura nella Cronaca di Ivan il Terribile)

Negli stessi anni della battaglia di Kulikovo, una nuova minaccia si profila sulla Moscovia. Da Samarcanda un nuovo Gran Khan mongolo, Timur-Lenk (Tamerlano), riesce a soggiogare nuovamente i popoli dell'Asia Centrale (Kirghizi, Tagiki, Kazaki, ecc.), della Cina settentrionale, della Persia e dell'Asia Minore, degli attuali Afghanistan e Pakistan.
Su mandato di Tamerlano, Toktamish, un condottiero mongolo, inizia ad invadere la Moscovia da sud, lungo il basso corso della Volga. Toktamish sconfigge anzitutto Mamaj e riunifica l'Orda d'Oro alle dirette dipendenze dell'Impero mongolo. Poi manda a Dmitrij Donskoj degli ambasciatori, incaricati di riferire al principe di Mosca che il nemico comune (Mamaj) è ormai sconfitto e perciò si richiede il consueto tributo all'Orda.
Dmitrij manda ricchi doni a Toktamish, ormai nuovo khan dell'Orda d'Oro, ma si rifiuta di comparire davanti a lui a Saraj (teme che recandosi nella capitale verrebbe ucciso, anche perché non ha nessuna intenzione di continuare a pagare il tributo annuale).
Nell'estate del 1381 Toktamish muove guerra contro Mosca, dove giunge solo nell'agosto dell'anno seguente. Mosca, con le sue cinque cerchie di mura e grazie all'uso dell'artiglieria, riesce a resistere all'assedio. Toktamish allora si comporta in maniera molto astuta: finge di trattare una tregua e di ritirare il suo esercito; Dmitrij casca nel tranello, e quando fa riaprire le porte della città, una notte, un gruppo di soldati tatari si impossessa di una porta. L'esercito tataro si riversa così in città e la distrugge completamente; nell'assedio e nella distruzione di Mosca trovano la morte forse poco meno di 50 000 persone.
(Cronaca di Mosca)
A Dmitrij viene risparmiata la vita e concesso l'onore delle armi (è il primo caso in cui a un condottiero russo i Tataro-mongoli risparmiano la vita: Toktamish teme lo scoppio di una situazione di anarchia nei territori controllati da Mosca), ma egli ora deve davvero sottomettersi e pagare il tributo ai Tatari.
I Tatari non continuano un'operazione di conquista della Moscovia: dopo avere devastato il territorio a sud della città, si ritirano, in modo da lasciare a Mosca la possibilità di riscuotere i tributi per loro.
Mosca, comunque, si riprende in fretta. I principati russi tornano a sottomettersi al gran principe Dmitrij, che morirà nel 1389.

### Dalla "grande guerra feudale" a Ivan IV: Mosca capitale della Russia
Dmitrij Donskoj muore nel 1389; alla sua morte diventa gran principe il figlio maggiore, Vassilij I, che ottiene lo jarlyk dei Tataro-mongoli direttamente dal gran khan Tamerlano.
Verso il 1390 il condottiero mongolo Toktamish comincerà a mostrare la volontà di rendersi autonomo rispetto all'impero centrale: l'anno seguente Tamerlano stesso muove guerra contro di lui e lo sconfigge sul fiume Kama, nei pressi della città di Kazan'. Nel 1395 Tamerlano porta la guerra a Saraj, la rade al suolo e devasta il khanato dell'Orda d'Oro; Toktamish viene ucciso, probabilmente dalle mani stesse di Tamerlano, che ora si muove per conquistare la Lituania e Mosca. Tuttavia, sul fiume Okà, nei primi mesi del 1396, Tamerlano incontra un grandissimo esercito russo schierato, e non se la sente di affrontare Vassilij in campo aperto, preferendo ritirarsi in Asia Centrale.
Nel 1408 il condottiero Edigej, con l'approvazione di Tamerlano, conquista il potere sull'Orda d'Oro, e decide subito di marciare verso Mosca. Questa guerra, però, rimane solo nei progetti: Vassilij rafforza le mura intorno alla città (fino a dieci cerchie), e con l'aiuto di architetti francesi e italiani organizza un forte sistema di difesa con pezzi di artiglieria. Edigej, dopo aver messo a ferro e fuoco il contado, non riesce a sfondare neanche la prima cerchia di mura. Edigej decide dunque di trattare la pace con i Moscoviti e Vassilij viene costretto a pagare un'ingente somma di denaro per ultimare le trattative. Tale situazione, che sembra paradossale a seguito della vittoria riportata dai moscoviti, è determinata dal fatto che Vassilij sa di essere in una situazione geo-politica instabile: nello stesso tempo la Moscovia è attaccata a nord dal Granducato polacco-lituano. Il granduca lituano Vitoldo ha già conquistato gran parte della Moscovia settentrionale e Vassilij deve cedergli come pegno la città di Smolensk (che sarà ripresa solo da Ivan III). Vassilij, in sostanza, si comporta in modo analogo al suo predecessore Aleksandr Nevskij a Velikij Novgorod: normalizza i rapporti con i Tatari (operazione che tenta di avviare anche il sopraccitato Granduca Vitoldo, per scopi diversi) per far fronte all'attacco dei Polacco-lituani.
Indipendentemente dalle battaglie, comunque, sotto Vassilij I il Granducato di Mosca si rafforza ulteriormente; il gran principe è ormai padrone di tutto e di tutti, in un clima di assolutismo generale.  Al contrario, il khanato dell'Orda d'Oro conosce un radicale indebolimento, che lo condurrà alla sua completa frantumazione.  Dall'originale khanato si formano ormai differenti entità indipendenti: il Khanato di Kazan', di Astrachan', di Qasim, di Crimea e di Nogai. Moltissimi nobili tatari, anche per ottenere potere e privilegi, si convertono al cristianesimo e donano le loro terre al gran principe di Mosca: si formano così delle enclave di terre geograficamente appartenenti a uno dei khanati ma giuridicamente di proprietà del gran principe (che naturalmente le rimette in mano ai nobili tatari, facendone gli amministratori).  In tutte queste regioni vengono mandati degli ecclesiastici, regolari e secolari, per evangelizzarle: tutti questi territori diventano delle eparchie ecclesiasticamente dipendenti dal Metropolita di Mosca.

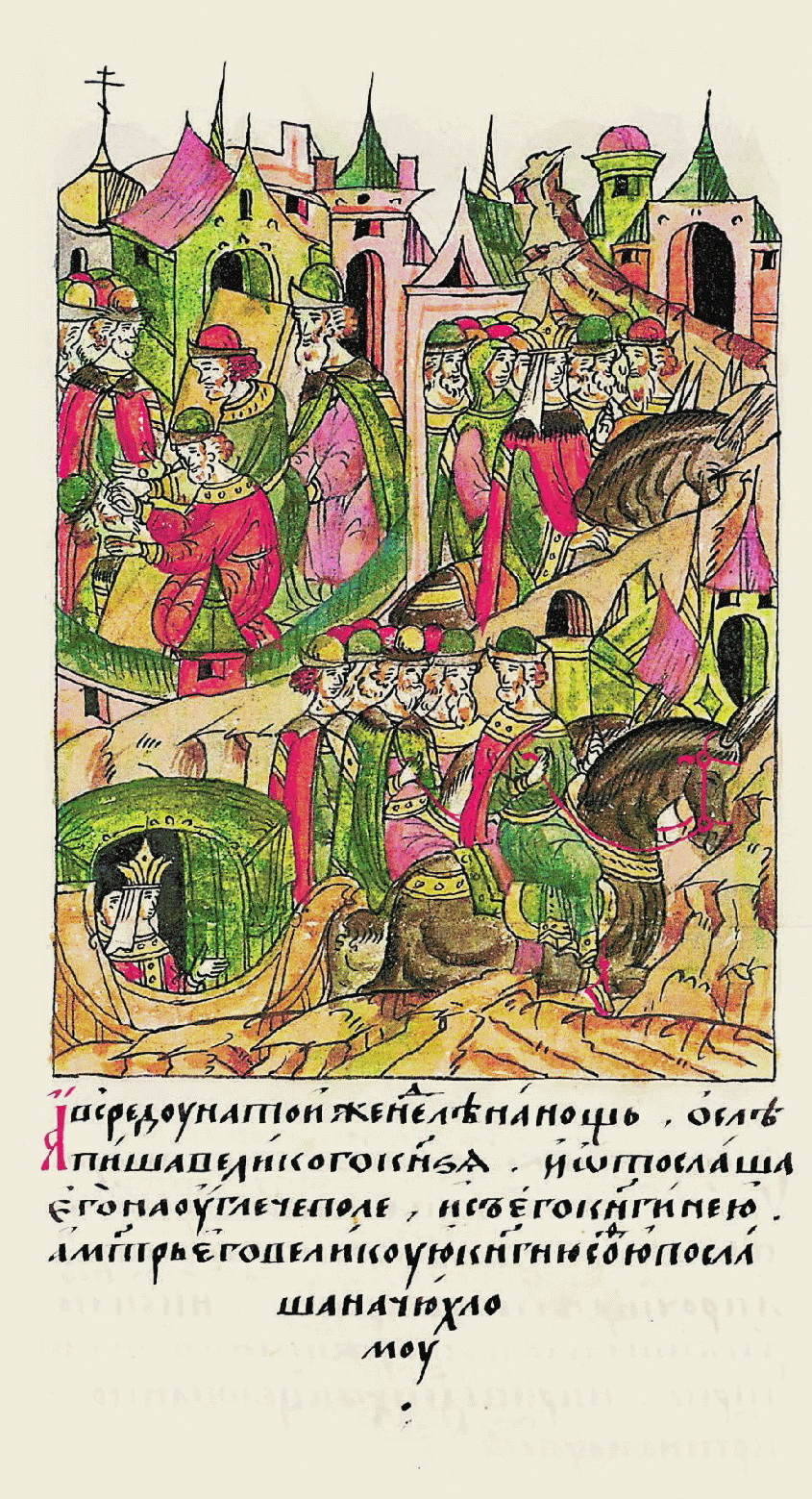
Šemjaka acceca Vassilij II (Cronaca di Ivan il Terribile).

Alla morte di Vassilij si apre un periodo difficile per il Granducato di Mosca, soprattutto a causa delle lotte per la successione al trono (guerra civile moscovita o "grande guerra feudale"). La situazione è intricata: Dmitrij Donskoj aveva lasciato a Vassilij il Granducato di Mosca e ad un altro figlio, Jurij, il territorio di Kostroma (con il titolo di principe di Galič e Zvenigorod); quando Vassilij muore e lascia il Granducato al figlio Vassilij II, Jurij impugna la Russkaja Pravda e non riconosce la validità di questa successione. Jurij ricorre perciò al primo khan di Khazan', Uluğ Muhammad, sottoponendogli la questione. Nella disputa con lo zio, il giovanissimo Vassilij II era assistito da un potentissimo boiaro, Ivan Vsevolškij: questi ammette davanti al khan che, "secondo la nostra legge", il titolo di gran principe spetterebbe a Jurij, ma supplica il khan che faccia grazia e conceda lo jarlyk a Vassilij II (cosa che il khan concederà definitivamente solo nel 1435, dopo la morte di Jurij).

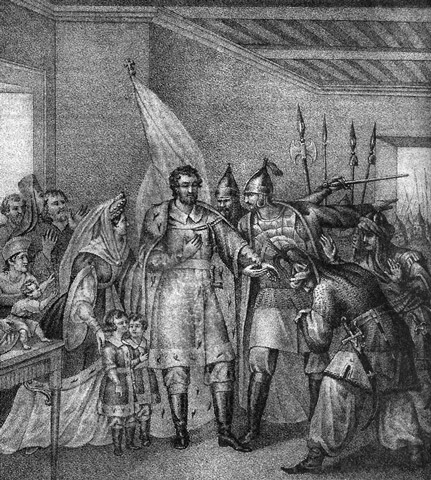
I boiari si sottomettono a Vassilij il Cieco.

La lotta prosegue per diversi anni.  Per tre volte Jurij conquisterà Mosca, ma sarà sempre costretto a lasciare la città perché popolo e boiari si schierano contro di lui.  Nel 1440 Vassilij fa accecare degli ambasciatori della parte avversa, macchiandosi così di una grave colpa: nel 1446 verrà accecato lui stesso dal figlio dello zio, Dmitrij Jur'jevič Šemjaka (ricevendo così l'epiteto di Vassilij Tëmnyj, "il Cieco"), ma ciò sposterà ancora di più la fiducia dei boiari - compresi quelli di Kostroma - su Vassilij.
Vassilij il Cieco muore nel 1462 e suo figlio Ivan assume a 22 anni la corona di gran principe di Mosca.
Nato nel 1440, Ivan III è stato educato alla vita politica fin dalla più tenera età, e si dimostrerà sempre un abilissimo politico. Con Ivan III, detto il Grande, che regna dal 1462 al 1505, assistiamo alla creazione dello Stato nazionale russo: con lui finisce il Medioevo per la Russia. La Moscovia conquista il pieno controllo di tutta la Russia tra il 1480, quando cessa ufficialmente la sovranità dei Tataro-mongoli, e l'inizio del XVI secolo.
Durante il regno di Ivan III gran parte dei nobili russi continua a venire a Mosca e a donare al gran principe il proprio territorio, pur di avere da lui un titolo nobiliare e una carica al Cremlino; i boiari acquistano così un potere sempre maggiore, fino a divenire una sorta di "Stato nello Stato". Ivan conquista Velikij Novgorod nel 1478. Per via di eredità egli ha già ottenuto anche parte della provincia di Rjazan', mentre i principi di Rostov e Jaroslavl' si sottomettono volontariamente.
Ivan considera la Russia come suo patrimonio personale: tutta la Russia è il suo patrimonio ereditario, e la può lasciare a chi vuole. Per questo egli rivede la Russkaja Pravda, ponendo la successione al trono solo in linea diretta al figlio maggiore: lo scopo che egli si pone è quello di evitare ogni frazionamento del regno.
Ivan si ispira al mito della "Terza Roma", secondo il quale, caduta la "Seconda Roma" (cioè Costantinopoli), l'eredità ideale, politica e religiosa dell'Impero d'Oriente dev'essere raccolta dai principi di Mosca.
Il 30 maggio 1453 Costantinopoli era caduta nelle mani dei Turchi. Con la caduta della capitale bizantina, il fratello dell'ultimo imperatore Costantino XI Paleologo, Tommaso, dopo il sacco della città si era rifugiato a Roma con la propria figlia, la principessa Zoe. Tommaso e Zoe erano filo-cattolici e appoggiavano l'unione di Ferrara-Firenze. La Curia romana, in particolare papa Paolo II, organizzò il matrimonio di Zoe con Ivan III. Anche il metropolita di Mosca, Isidoro, aveva partecipato al concilio di Firenze e aveva accettato e firmato l'unione del 1439: agli occhi del papa, la Russia era ormai cattolica.  Molto diversa, tuttavia, era stata la reazione in Russia: il padre di Ivan, Vassilij II, aveva fatto accecare Isidoro, lo aveva deposto e incarcerato; il papa sperava che questo matrimonio con Zoe avrebbe avvicinato di nuovo il Granducato di Mosca a Roma. Un coniatore di monete vicentino a servizio di Ivan, Giovanni Battista Volpe, riesce a convincerlo. Nel 1472 si celebrano le nozze tra Ivan e Zoe, ma non ha luogo nessuna unione con Roma; anzi, Zoe (ora conosciuta con il nome di Sofia) si rivela su posizioni aspramente anticattoliche. Conseguenze di questo matrimonio sono:
1. Una certa ripresa dell'afflusso di intellettuali occidentali verso la Moscovia, tra i quali soprattutto artisti italiani e francesi,
2. Introduzione a corte di moltissime usanze del cerimoniale bizantino: il gran principe diventa una specie di analogo del basileus bizantino.[56]

Ivan ha nel Granducato di Lituania un potente avversario per quanto riguarda il controllo dei principati un tempo facenti parte della Rus' di Kiev nel bacino dell'alto Dnepr e del Donec. Grazie alla defezione di alcuni principi, e dopo schermaglie di frontiera ed una inconcludente guerra con la Lituania che terminerà nel 1503, Ivan riesce a spingere verso ovest la sua influenza. Contro quei principati che si erano rifiutati di donargli amichevolmente il loro territorio, egli conduce una politica molto aggressiva. Primo bersaglio di queste aggressioni sarà la Repubblica di Novgorod. Contro Velikij Novgorod Ivan conduce ben tre guerre finché, nel 1478, la città perde la propria indipendenza. Nella campagna contro Novgorod, Ivan III si dimostra davvero un abilissimo politico: nasconde le ovvie ambizioni di conquista sotto il pretesto di una motivazione religiosa, e scrive nelle sue lettere ai cittadini di Novgorod: «Rimanete fedeli alla Chiesa dei Santi Padri» (cioè all'Ortodossia fondata sui primi sette concili ecumenici). La Veče di Novgorod, pilotata dal partito filo-polacco, respinge le esortazioni di Ivan; nel 1471, durante la seconda fase dello scontro, la Veče addirittura stipula un'alleanza con Casimiro Jagellone, che si impegna a dichiarare guerra a Mosca se questa osasse attaccare Novgorod. Ivan III manda un suo ambasciatore a Novgorod, pregando la Repubblica di ritirare quest'alleanza, ma evidentemente sta cercando un casus belli.
In quello stesso anno, 1471, l'esercito di Mosca muove contro Novgorod, ne devasta il contado, e attacca battaglia contro gli eserciti di Novgorod e dell'Unione polacco-lituana, sconfiggendoli. Ivan però nasconde le proprie mire espansionistiche, e pur essendo uscito vincitore si limita ad annullare il trattato di alleanza con la Polonia, a chiedere un'elevata indennità di guerra e a far valere i propri diritti fiscali e giuridici, ma non annette alla Moscovia nessun territorio.
Dopo il 1471, a Novgorod si rafforza il partito filo-moscovita, sebbene la controparte filo-polacca continui a fomentare disordini nella Veče; anzi, dal partito filo-polacco vengono anche organizzati degli omicidi su commissione ai danni dei capi del partito filo-moscovita. Nel 1475 alcuni personaggi influenti del partito filo-moscovita vanno da Ivan III, chiedendogli un intervento in loro aiuto. Nell'estate del 1475 Ivan marcia contro Novgorod, ma non ha luogo nessuna battaglia; Ivan prende la città ma non la occupa militarmente: si limita a deportare in catene i maggiori rappresentanti del partito filo-polacco, mandanti degli omicidi degli anni precedenti.
Nell'aprile-maggio 1477 si tiene un'udienza al Cremlino di Mosca: durante un'ambasceria ufficiale per pacificare i rapporti tra Mosca e Novgorod, due ambasciatori della Repubblica di Novgorod si rivolgono a Ivan III dandogli il titolo di gosudàr invece di quello abituale di góspodin (entrambe le parole possono essere tradotte con "signore", ma la prima implica qualcosa di più, si riferisce ad una signoria anche dal punto di vista politico). Ivan capisce subito che l'intento di questi ambasciatori, anche se erano stati eletti da rappresentanti di entrambi i partiti, è quello di consegnargli Novgorod, e considera che degli ambasciatori di Novgorod gli abbiano formalmente donato la loro città. È molto probabile che l'iniziativa dei due ambasciatori non sia stata improvvisata, ma studiata a tavolino dal partito filo-moscovita, che voleva anticipare ogni tentativo dei filo-polacchi di stringere nuovi accordi con la szlachta. Tornati in città, i due ambasciatori vengono accusati di alto tradimento e condannati a morte. Tuttavia, questo si rivela un grande errore dei filo-polacchi: dopo la donazione, questi due non sono più ambasciatori di Novgorod, ma ambasciatori di Mosca, di Ivan III. Sarà questo il casus belli. Nel settembre dello stesso anno Ivan marcia contro Novgorod con un forte esercito; dal settembre al marzo successivo si combattono diverse battaglia, e infine il 14 marzo 1478 l'esercito di Ivan III entra nella città di Novgorod, che perde così anche di fatto la propria indipendenza.
Novgorod era stata una specie di trait-d'union tra Europa occidentale germanica ed Europa orientale slava. Con la caduta di Novgorod, la Russia perde quasi ogni contatto con l'Europa occidentale a livello commerciale, culturale, artistico, religioso. Ad Ivan III questa perdita di rapporti commerciali con l'Europa occidentale non lo intacca: egli punta soprattutto all'agricoltura e all'artigianato all'interno della Moscovia. Con Ivan III comincia un isolamento della Russia (anche a livello culturale) che durerà fino a Pietro il Grande (che regnerà dal 1689 al 1721) e Caterina (dal 1762 al 1796).
Negli anni 1480 e 1481, il Granducato di Mosca supportò la Repubblica di Pskov nella battaglia contro l'Ordine di Livonia sulle terre di confine tra i cavalieri e i Russi in un'area geografica ascrivibile all'odierna linea di demarcazione tra l'Estonia e la Russia:  il conflitto terminò con un rafforzamento del predominio russo e con l'avvio da parte di Ivan III di una politica volta a stipulare alleanze militari e/o economiche con il khanato di Saraj e la Danimarca in chiave anti-polacca.
Dopo la conquista di Novgorod e la vittoria contro gli ex cavalieri portaspada, Ivan non trascurò altri territori russi già assoggettati o in attesa di esserlo: nel 1489 conquista tutte le terre a est del fiume Vjatka, nel 1472 aveva raggiunto la città di Perm', vicina agli Urali (fino ad allora abitata da una popolazione non slava, ma ugro-finnica, evangelizzata da santo Stefano di Perm') e la rafforza. Nel 1510 e nel 1514 rispettivamente riprende, a ovest, le città di Pskov e Smolensk, che erano cadute sotto il controllo lituano-polacco un secolo prima.

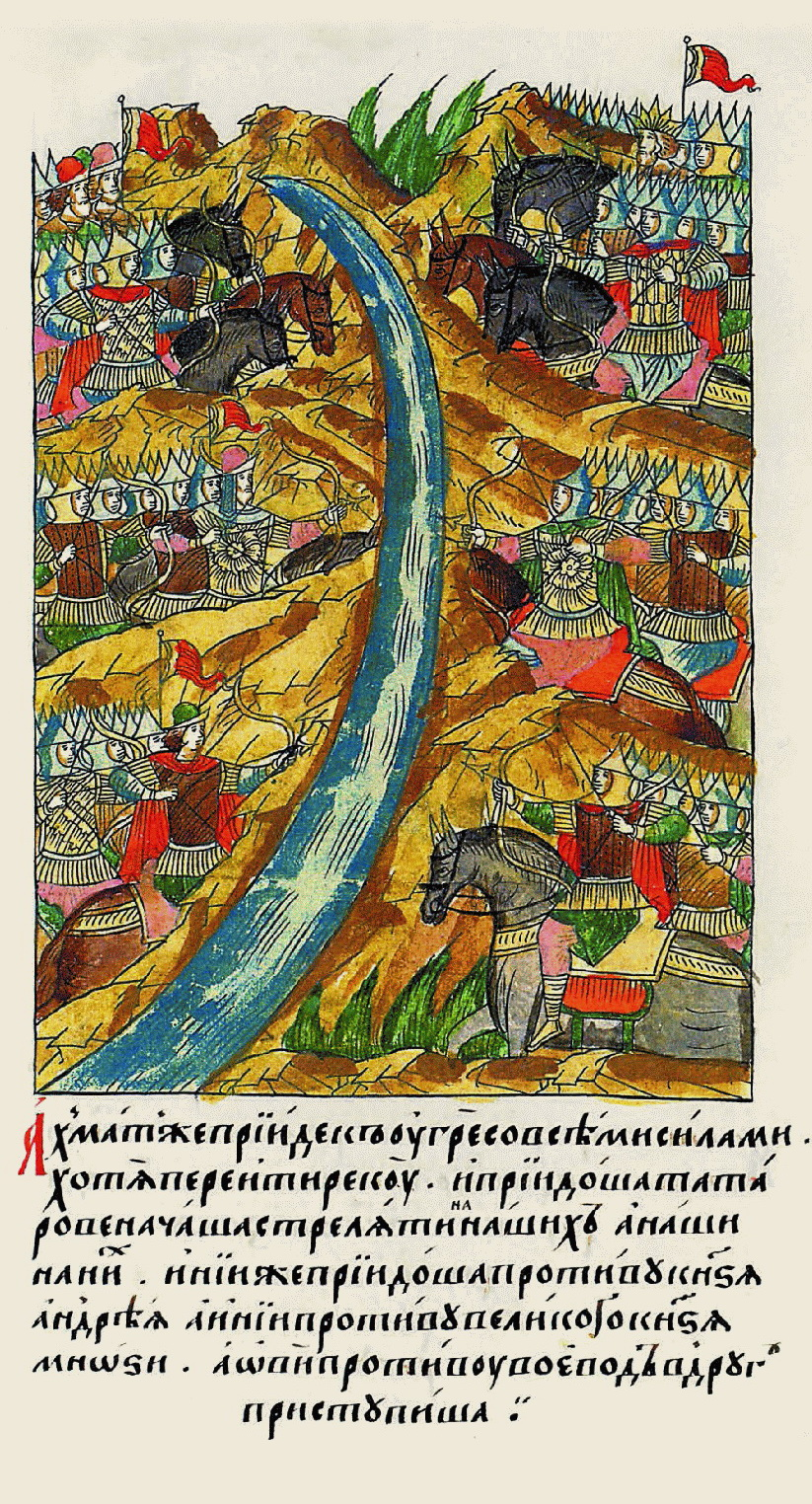
Lo Stojàne na Ugrè (Cronaca di Ivan il Terribile)

Ivan III si rifiuta sempre di dare battaglia aperta ai Tatari: ha modo, invece, (unico principe russo a fare questo oltre a Dmitrij Donskoj) di studiare il modo di combattere dei Tatari, poiché durante il suo regno sono diversi coloro che si convertono e donano i loro territori al gran principe, informando i Russi dei loro usi e costumi. A corte vivono diversi tataro-mongoli, tanto che in questo periodo si assiste anche al fiorire di una cultura propriamente tatara in Moscovia. Questo processo di assimilazione non fu facile: in un'ottica nazionalista russa, i tatari erano guardati con sospetto, essendo tacciati di essere gli oppressori e che sarebbe stata solo questione di tempo prima che i moscoviti avessero potuto riprendere il controllo delle regioni ancora in mano ad essi. Come detto, Ivan III intrattiene rapporti stabili soltanto con i Tatari del khanato di Saraj; paga solo per pochi anni il consueto tributo in denaro, non oltre il 1475. Nel marzo 1476 giungono a Mosca una decina di ambasciatori tatari del khanato di Saraj, per chiedere i consueti tributi che dall'anno precedente Ivan non ha pagato: per un anno intero il khan di Saraj, che conosce la potenza di Ivan III, aveva aspettato a mandare ambasciatori. Ivan li fa uccidere tutti, tranne uno perché entro l'estate possa tornare a riferire al khan che ormai Ivan si ritiene indipendente e non deve più nulla ai Tatari (nonostante i rapporti di alleanza anti-polacca). Si giunge così allo scontro tra Ivan III e il khan Achmat: questi, dopo aver aspettato ancora un paio di anni, anche per rivalità interne, dichiara formalmente guerra a Ivan per ribadire il proprio potere. Le forze schierate sono numericamente abbastanza simili, circa 250 000 armati per parte, ma i due eserciti non muovono l'uno contro l'altro. Giungono nella zona del fiume Okà, sulle rive del fiume Ugrà, verso la fine di agosto, si fronteggiano sulle due rive del fiume, e rimangono così da agosto fino a metà di novembre (nelle fonti russe si parla di stojàne na Ugrè: "stazionamento sull'Ugrà"). Dai primi di settembre i fiumi in Russia cominciano a ghiacciare: a novembre il ghiaccio sarebbe abbastanza spesso per reggere il peso dei due eserciti lanciati all'attacco, ma improvvisamente da entrambe le parti viene dato l'ordine di ritirata. È soprattutto Ivan a pensare che la ritirata dei Tatari sia una mossa strategica, ed evita di inseguire il nemico, temendo di restare vittima di una mossa a tenaglia. Termina così, nel 1480, la dominazione tatara (definito dai moscoviti "giogo tartaro") sulla Russia. In quello stesso anno, 1480, Achmat verrà ucciso per le solite lotte intestine dell'Orda tatara, nel 1502 Saraj verrà completamente distrutta da altri Tatari, e l'Orda d'Oro verrà sciolta definitivamente.
I Tatari in fuga si disperdono in molte direzioni, soprattutto in Asia Centrale. Molti di loro, però, cercano e trovano rifugio proprio a Mosca, dove si convertono al cristianesimo. Altri ancora fonderanno un altro khanato, erede dell'Orda d'Oro: il khanato di Astrachan' (poi sottomesso definitivamente dai russi dopo il 1550). Lungo il confine della Russia, i Tatari di Astrachan' creeranno sempre dei problemi, soprattutto compiendo scorrerie che giungono nelle zone delle attuali Rostov sul Don e Volgograd.
Alla sua morte, Ivan III ha compiuto l'unificazione di tutte le terre della Russia europea: egli lascia una Moscovia tre volte più estesa che al momento della sua salita al trono. Ivan III muore nel 1505 e gli succede al trono il figlio Vassilij III (1505-1533), che mira soprattutto a consolidare l'impero del padre.
L'espansione territoriale continua poi per opera di Ivan IV, "il Terribile" (Ivan Vasilevič Gròžnyj 1533-1584), figlio di Vassilij, che tra l'altro azzera completamente il potere dei boiari, che ormai avevano costituito uno "Stato nello Stato". Con Ivan IV ha inizio anche la conquista dei territori a est degli Urali: nel 1582-1583 Ivan, con il cosacco Ermak, conquista gran parte del territorio siberiano, dove poi invia alcuni dei boiari che aveva risparmiato. Sarà Ivan a liquidare il sopraccitato khanato di Astrachan' e quello di Kazan'.
Ivan IV e i suoi successori assumono il titolo di Zar, ossia di "Cesare". Il riferimento a Costantinopoli e alla civiltà romana serve a consolidare il prestigio di Mosca, che comincia ad esercitare in Russia la stessa azione unificatrice svolta in Occidente dalle grandi monarchie. Anche le forze che ostacolano questo nuovo processo sono simili: in Occidente i re devono combattere contro i grandi feudatari; in Oriente gli zar dovono sottomettere i nobili (boiari) e i piccoli principi, ossia i signori locali, già indipendenti, che erano stati progressivamente subordinati al potere di Mosca, ma che pretendono di limitare l'autorità degli zar.

## Evoluzione del concetto di autocrazia
Il consolidamento interno corrisponde all'espansione verso l'esterno dello Stato. Nel XV secolo i governanti della Moscovia considerano tutto il territorio della Russia come loro proprietà collettiva. Svariati principi semi-indipendenti vantano ancora il controllo di specifici territori, ma Ivan III forza i principi di minor importanza a riconoscere il Gran Principe di Mosca ed i suoi discendenti come indiscussi governanti con il completo controllo sulle questioni militari, giuridiche e di affari esteri.
Gradualmente il signore di Mosca emerge come un potente, autocratico governante, uno zar. Nell'assumere tale titolo il principe di Mosca sottolinea che egli è un governante supremo, o imperatore, alla pari con l'imperatore bizantino ed il gran khan mongolo.
In effetti dopo il matrimonio di Ivan III con Sofia Paleologa, nipote dell'ultimo imperatore bizantino, la corte di Mosca adotta linguaggio, rituali, titoli ed emblemi di stile bizantino, come l'aquila bicipite. Si inizia persino a riferirsi alla città di Costantinopoli con l'epiteto di Tzargrad e a porsi come obiettivo il suo ritorno alla cristianità.
Inizialmente il termine "autocrate" ha il significato letterale di "sovrano indipendente", ma durante il regno di Ivan IV esso assume il generico significato di governante. Ivan IV si incorona con il titolo di zar e quindi viene riconosciuto, almeno dal mondo ortodosso, come imperatore.
Nel 1520, il monaco ortodosso Filofej di Pskov predica che, poiché ormai Costantinopoli è caduta in possesso dell'Impero ottomano, lo zar di Moscovia è il solo legittimo sovrano ortodosso e Mosca è la Terza Roma succedendo così a Roma e Costantinopoli come centro della cristianità.

## Organizzazione dello Stato
In Russia non esiste una classe borghese paragonabile qualitativamente e quantitativamente alla borghesia occidentale: per questo motivo gli zar trovano la base del loro potere non nella borghesia, ma nella cosiddetta gente di servizio, i cui componenti forniscono la loro opera come ufficiali dell'esercito, partecipano alla Duma (una specie di parlamento consultivo) e svolgono molteplici funzioni statali. Come contropartita, la gente di servizio riceve terre in possesso condizionato (pomestje), che non può vendere né trasmettere in eredità, ed esercita sui contadini dipendenti un'autorità sempre più completa ed estesa, destinata a trasformarsi in una vera e propria sovranità. Sostanzialmente, tale meccanismo si può paragonare all'enfiteusi.
I commercianti e gli artigiani delle città sono obbligati ad iscriversi alle rispettive corporazioni, fatto che comporta per essi l'impegno a svolgere determinati compiti nel campo amministrativo e finanziario. Tutta la popolazione è ripartita in classi, ciascuna delle quali ha verso lo Stato obblighi specifici e particolari.
Malgrado tutto, nel XVI secolo, come entità statale unitaria, la Moscovia, è ancora più un'ipotesi che una realtà, e anzi all'inizio del XVII secolo, durante la fase storica detta periodo dei torbidi, esso è temporaneamente sopraffatta dagli intrighi dei boiari e dei piccoli principi, dalle ribellioni delle masse contadine, dai tentativi polacchi di penetrare nel territorio russo e di impadronirsi della stessa corona moscovita.

## L'autonomia religiosa
Il 29 maggio 1453 Costantinopoli cade nelle mani dei Turchi. A Mosca la chiesa ortodossa, che dipende proprio dal patriarca di Costantinopoli, comincia a sentirsi più indipendente.
La Russia non avrà mai un patriarca fino al 1589, mentre altre Chiese ortodosse ex-imperiali riescono in fretta a nominare patriarca il loro metropolita (la Chiesa ortodossa serba e la bulgara, per esempio). La Moscovia, invece, rimane a lungo sottomessa a Costantinopoli. Nel momento in cui il patriarca di Costantinopoli perde ogni possibilità di esercitare la sua giurisdizione, il metropolita di Mosca comincia a rivendicare per sé l'eredità della tradizione ortodossa. Nasce così il già citato mito di Mosca terza Roma. Solo nel 1589 il metropolita Iob riceve il tomos patriarcale dal patriarca di Costantinopoli Geremia.
Dal 1453 al 1589 la Chiesa russa vive un periodo molto delicato, avendo perduto il proprio punto di riferimento: molte sono le eresie che si sviluppano. Il diritto canonico prevedeva che se si fosse riunito un sinodo di vescovi, questi avrebbe potuto eleggere il loro patriarca. Tuttavia, per più di cento anni i sinodi locali non riescono a trovare un accordo al loro interno. Le lotte tra metropolita di Mosca e vescovi diocesani russi sono spesso aspre e insanabili.
I rapporti tra il metropolita di Mosca e il gran principe, invece, tendono ad assomigliare sempre più a quelli tra patriarca ecumenico e basileus (ad esempio durante il periodo in cui il ruolo di metropolita fu assunto da Alessio). Saranno solo l'autorità e il potere di Ivan IV di Russia a permettere il distacco radicale della Chiesa russa dal patriarcato ecumenico.

## Cronotassi dei principi di Mosca
| Ritratto | Nome                                                  | Nato - Morto | Inizio           | Fine             |
| -------- | ----------------------------------------------------- | ------------ | ---------------- | ---------------- |
|          | Daniele                                               | 1261 - 1303  | 1283             | 4 marzo 1303     |
|          | Jurij                                                 | 1281 - 1325  | 4 marzo 1303     | 21 novembre 1325 |
|          | Ivan I dalla borsa di denaro (Kalità)                 | 1288 - 1340  | 21 novembre 1325 | 31 marzo 1340    |
|          | Simeone "il Fiero"                                    | 1316 - 1353  | 31 marzo 1340    | 27 aprile 1353   |
|          | Ivan II "il Giusto"                                   | 1326 - 1359  | 27 aprile 1353   | 13 novembre 1359 |
|          | Dimitri "del Don" (Donskoj)                           | 1350 - 1389  | 13 novembre 1359 | 19 maggio 1389   |
|          | Basilio I                                             | 1371 - 1425  | 19 maggio 1389   | 27 febbraio 1425 |
|          | Basilio II "Il Cieco"                                 | 1415 - 1462  | 27 febbraio 1425 | 27 marzo 1462    |
|          | Ivan III "Il Grande"                                  | 1440 - 1505  | 5 aprile 1462    | 6 novembre 1505  |
|          | Basilio III                                           | 1479 - 1533  | 6 novembre 1505  | 13 dicembre 1533 |
|          | Ivan IV "Il Terribile" Divenne Zar di Russia nel 1547 | 1530 - 1584  | 13 dicembre 1533 | 26 gennaio 1547  |